# Misha Gabriel
 (octobre 2021).
Si vous disposez d'ouvrages ou d'articles de référence ou si vous connaissez des sites web de qualité traitant du thème abordé ici, merci de compléter l'article en donnant les références utiles à sa vérifiabilité et en les liant à la section « Notes et références ».
Misha Gabriel, aussi connu sous le nom de Misha Gabriel Hamilton, est un danseur, acteur et chorégraphe américain né le 13 mai 1987 à Fort Lauderdale en Floride. Il est principalement connu pour avoir dansé dans les spectacles de Janet Jackson,Michael Jackson, ainsi que pour son rôle dans Sexy Dance 4 et Sexy Dance 5: All in Vegas.

## Biographie

### Carrière
Misha Gabriel est né à Fort Lauderdale, en Floride. Sa mère, Irina Brecher, est une danseuse de ballet roumaine. Gabriel, qui a été élevé à Larkspur dans le Colorado, commence à danser à l'âge de deux ans. Il a une sœur, Tasha Hamilton. Il participe pendant deux ans à ses concerts et  c'est d'ailleurs pendant l'un de ses concerts, à l'âge de 24 ans, qu'il est repéré pour intégrer Sexy Dance 4. Par la suite, il apparaît avec Janet Jackson pendant trois ans dans un certain nombre[Combien ?] de ses vidéos, émissions de télévision et spectacles. Il participe à des expositions de Mariah Carey, Beyoncé, Christina Aguilera, Chris Brown, Ne-Yo, The Pussycat Dolls, Hilary Duff, John Legend, Kylie Minogue et Omarion.
Il tourne dans plusieurs publicités américaines et dans les films Jackass 2, Clerks 2 et Center Stage 2.
Misha est sélectionné en tant que danseur principal de Michael Jackson lors du This is It Tour et est choisi pour danser dans les 50 spectacles programmés pour l'O2 Arena à Londres, en Angleterre. La tournée est cependant annulée 8 jours avant et les danseurs sont tenus de se rendre à Londres, en raison de la mort de Michael Jackson. Misha tourne ensuite dans le film Michael Jackson's This Is It, avec les 10 autres danseurs de la tournée. Il apprend l'existence de l'audition via le réseau social Facebook quand son ami, le chorégraphe Tony Testa, annonce qu'il a participé à la tournée comme assistant chorégraphe.
Il apparaît dans un rôle majeur : Eddie, le meilleur ami de Sean, joué par Ryan Guzman, dans le film Sexy Dance 4 réalisé par Scott Speer ainsi que dans la suite Sexy Dance 5 : All in Vegas.

### Chorégraphie
Il a participé aux chorégraphies de :  
- Justin Timberlake's live show FutureSex/LoveShow  dont il est le chorégraphe (2007)
- Musique vidéo awards "Eat You Up" (2008)
- En 2009, il fait partie de This Is It une série de 50 concert de Michael Jackson dans la célèbre salle O2 Arena a Londres . Il faisait partie des meilleurs danseurs de la troupe intime de Micheal Jackson.
- The Pussycat Dolls' Doll Domination Tour
- The Cheetah Girls One World Tour
- Sara Lee/High School Musical 3 commercial
- Raven-Symoné's "Supernatural" et Dancing With the Stars
- Justin Bieber's Never Say Never Tour
- Sammy's Tour (danseur et chorégraphe)
- Misha Gabriel - "Wit Me" - T.I. ft Lil Wayne (danseur et chorégraphe, réalisé par lui-même)
- Misha Gabriel - "Get Lucky" - Daft Punk (danseur et chorégraphe)
- Misha Gabriel - "Sorry 4 The Wait" - Lil Wayne (danseur et chorégraphe)
- 2014: Kamotion/ DancerPalooza (chorégraphe et danseur)

### Filmographie
- 2006 : Clerks 2  (non crédité)
- 2008 : Center Stage : Turn It Up : "Un danseur"
- 2009 : Michael Jackson This Is It : Lui-même
- 2012 : Sexy Dance 4 ou Step Up Revolution : Eddie
- 2012 : Boogie Town : Matthew
- 2014 : Sexy Dance 5: All in Vegas : Eddie
- 2014 : Sammy's Life : lui-même